# Нудельман, Авраам Аронович
Авраам Аронович Нудельман (1924—2004) — молдавский советский археолог и историк, нумизмат.

## Биография
Окончил исторический факультет Кишинёвского педагогического института имени Иона Крянгэ в 1950 году. Работал научным сотрудником в Молдавском краеведческом музее, затем в Институте истории Академии наук Молдавской ССР. Диссертацию кандидата исторических наук по теме «Монеты и монетное обращение на территории Днестровско-Прутского междуречья в античную эпоху и в период феодализма (IV в. до н. э. — первая треть XVI в.)» защитил в 1982 году. Последние годы жизни жил в Израиле.
Научные труды в области нумизматики и истории древних поселений на территории современной Молдавии (Старый Орхей).

## Монографии
- Топография кладов и находок единичных монет. Археологическая карта Молдавской ССР. Вып. 8. Кишинёв: Штиинца, 1976. — 195 с.
- Древности Старого Орхея: Золото-ордынский период (с Е. М. Абызовой и П. П. Бырней). Кишинёв: Штиинца, 1981. — 99 с.
- Древности Старого Орхея: Молдавский период (с Е. М. Абызовой и П. П. Бырней). Кишинёв: Штиинца, 1982. — 99 с.
- Очерки монетного обращения в Днестровско-Прутском регионе (с древних времён до образования феодального молдавского государства). Кишинёв: Штиинца, 1985. — 184 с.

## Публикации
- Нудельман А. А., Рикман Э. А. Навершие и клад серебряных украшений скифского времени из Молдавии. ИМФАН СССР 1956. № 4.
- Нудельман А. А., Рикман Э. А. Новые археологические находки в Молдавии. Советская археология 1957. № 3.[5]
- Нудельман А. А. Античный клад из Лэргуца. Труды Государственного историко-краеведческого музея. Кишинёв, 1969.
- Нудельман А. А. Монеты из раскопок и сборов 1971—1972 гг. // Археологические исследования в Молдавии. Т. III. — Кишинёв, 1974.
- Нудельман А. А. Монеты из раскопок и сборов 1972—1973 гг. // Археологические исследования в Молдавии. Т. IV. — Кишинёв, 1974.[6]
- Нудельман А. А. К вопросу о составе денежного обращения Молдавии в XIV—начале XVI вв. Архивная копия от 17 августа 2014 на Wayback Machine // Карпато-Днестровские земли в Средние века. — Кишинёв, 1975.
- Нудельман А. А. Находки монет эпохи феодализма из раскопок и сборов в 1974—1976 гг. в Днестровско-Прутском регионе // Археологические исследования в Молдавии (1974—1976 гг.). — Кишинёв, 1981.
- Нудельман А. А. Проникновение греческих монет и начало зарождения монетного обращения в Днестровско-Прутском регионе. В кн. «Первобытные древности Молдавии». Кишинёв, 1983.[7]